# Янна Сонненщейн
Янна Сонненщейн (нід. Jannah Sonnenschein, 24 квітня 1996) — нідерландська плавчиня.
Учасниця Олімпійських Ігор 2016 року.